# Emmesomyia fuscipalpis
Emmesomyia fuscipalpis este o specie de muște din genul Emmesomyia, familia Anthomyiidae, descrisă de Griffiths în anul 1984. Conform Catalogue of Life specia Emmesomyia fuscipalpis nu are subspecii cunoscute.